# دونالد جانسون
دونالد جانسون (به انگلیسی: Donald Johanson) (متولد ۲۸ ژوئن، ۱۹۴۳) دیرین‌مردم‌شناس آمریکایی است. او به همراه موریس تیب و یوس کوپنس کشف مشهور یک زن متعلق به گونه انسان‌سای جنوبی‌کپی‌آسا را انجام دادند. این فسیل مشهور که به نام لوسی مشهور شد، در ناحیه عفر در هدر اتیوپی پیدا شد.